# Franziska Batthyány
Hrabina Franziska Batthyàny, z domu Szèchenyi (ur. 1802, Wiedeń; zm. 10 października 1861, Pinkafeld). Mieszkała w Wiedniu i w Pinkafeld (Austria). Była mecenasem kultury i sztuki, jej dom był punktem spotkań wiedeńskich romantyków wokół Klemens Maria Hofbauera, do których należeli m.in. Z. Werner, Johann Emanuel Veith jak również Edward Jakob von Steinle.
Oprócz kultury i sztuki Hrabina Franziska Batthyàny angażowała się w działalność charytatywną. W 1851 r. założyła w Pinkafeld klasztor żeński ze szkołą, sierocińcem i szpitalem.